# Karl Kollmann (Ingenieur)

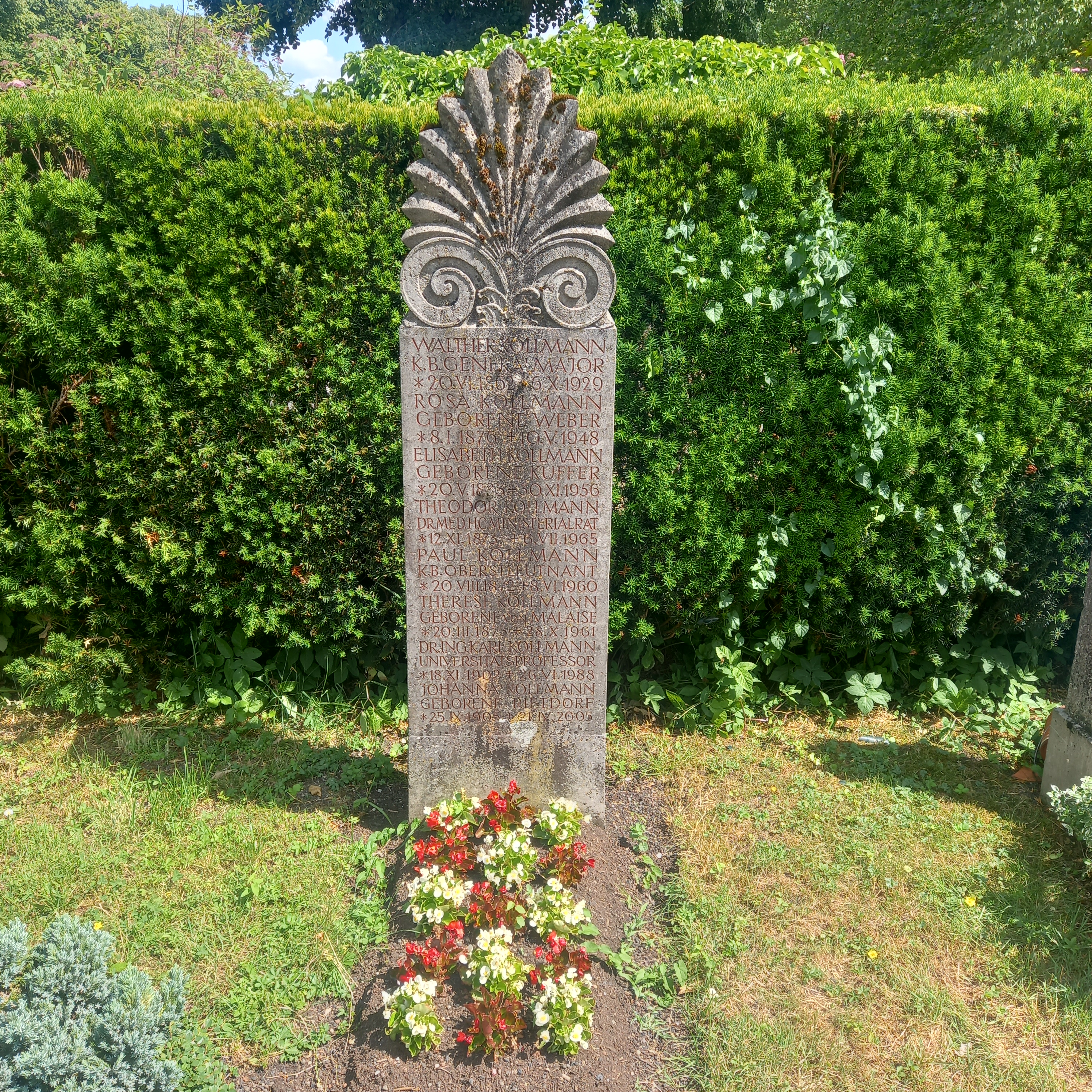
Das Grab von Karl Kollmann und seiner Ehefrau Johanna, geborene Rietdorf, im Familiengrab auf dem Nordfriedhof (München)

Karl Kollmann (* 18. November 1902 in Schweinfurt; † 26. Juni 1988 in Karlsruhe) war ein deutscher Ingenieur und Hochschullehrer.

## Leben
Seine Eltern waren der Ministerialrat Theodor Kollmann und Elisabeth, geb. Kuffer. Sein Vater hatte unter anderem das heimische Justizgebäude und ab 1903 in München das Finanzamt sowie die Frauenklinik an der Maistraße geplant.
Nach Besuch des Münchner Maximilian-Gymnasiums studierte Karl Kollmann ab 1921 Maschinenbau an der  Technischen Hochschule München und legte dort 1925 die Diplomprüfung für Maschinenbau und Elektrotechnik ab. Für zwei Jahre arbeitete er bei AEG in Berlin unter dem Kraftwerksbauer Friedrich Münzinger in der Abteilung für Wärmetechnik und war danach an der TH München vier Jahre Assistent von Wilhelm Nußelt. 1931 wurde er zum Doktor-Ingenieur promoviert.
1932 heiratete er Johanna Rietdorf, mit der er fünf Kinder bekam.
Bei der August Borsig GmbH in Berlin-Tegel war er zunächst in der Dampfkesselentwicklung (wärmetechnische Berechnung und Maschinenkonstruktion) tätig. 1933 trat er in die Konstruktionsabteilung für Flugmotoren bei Daimler-Benz ein, anfangs als Stellvertreter von Albert Friedrich. Er wurde zum Oberingenieur und dann zum Leiter des Konstruktionsbüros ernannt und Prokura erteilt. 
Nach Kriegsende arbeitete er bei der französischen Firma Turbomeca auf dem Gebiet der Strahltriebwerke und war drei Jahre bei Adolf Schnürle Geschäftsführer und mit der Entwicklung von Zweitakt-Dieselmotoren für LKW befasst. Ab 1949 war er bei Daimler-Benz in Untertürkheim Leiter der Konstruktionsabteilung für automatische Getriebe. 
1951 wurde er an der Technischen Hochschule Karlsruhe auf den Lehrstuhl für Maschinenkonstruktionslehre am heutigen IPEK – Institut für Produktentwicklung und Kraftfahrzeugbau berufen. 1983 wurde er mit der Grashof-Denkmünze des Vereins Deutscher Ingenieure ausgezeichnet.

## Veröffentlichungen
- Der Wärmeübergang im Luftkompressor; 1931
- Beitrag zur Entwicklung des Apparateteiles flüssigkeitsgekühlter Reihenflugmotoren; In: Ringbuch der Luftfahrttechnik; 1940
- Die Anwendung radioaktiver Isotope für Forschungsaufgaben des Maschinenbaus; 1967
- Stufenlose Regelgetriebe : Tagung vom 29. Mai 1968 im Haus der Technik, Essen; 1968
- Untersuchungen zur Beurteilung metallischer Flachdichtungen und dickwandiger Gefässe bei sehr hohem Druck; 1973